# ایجنت (بازی ویدئویی)
ایجنت یا عامل (به انگلیسی: Agent) یک بازی اکشن مخفی‌کاری در دست ساخت توسط راک‌استار نورث است که در ابتدا برای انحصاری پلی‌استیشن ۳ معرفی شده بود و هنوز منتشر نشده‌است. این بازی قرار بود در فضای جنگ سرد در دهه ۱۹۷۰ روایت شود. ایجنت در ژوئیه ۲۰۰۷ نمایش داده شد و در ژوئن ۲۰۰۹ رسماً معرفی شد. در سال‌های ۲۰۱۳ و ۲۰۱۷ علامت تجاری نام بازی تمدید شد ولی تا نوامبر ۲۰۱۸ کنار گذاشته شد.

## روایت
ایجنت قرار بود در طول جنگ سرد در اواخر دهه ۱۹۷۰ جریان داشته باشد. طبق یک بیانیه مطبوعاتی، این بازی قرار بود بازیکنان را به «دنیای ضد اطلاعات، جاسوسی و ترورهای سیاسی» ببرد.

## توسعه
در ژوئیه ۲۰۰۷، در ای۳ همان سال، شرکت سونی اینتراکتیو انترتینمنت اعلام کرد که راک‌استار گیمز بر روی یک فرنچایز جدید برای پلی استیشن ۳ کار می‌کند. مایکل شوروک، مدیر روابط شخص ثالث شرکت سونی، در وبلاگ رسمی پلی استیشن آمریکا نوشت: «به عنوان بخشی از رابطه دیرینه ما با راک‌استار، و موفقیت باورنکردنی برای هر دو شرکت که اتومبیل‌دزدی بزرگ نماد فرهنگی آن است، ما با حقوق انحصاری پلی استیشن برای فرنچایز بزرگ بعدی از استودیو راک‌استار موافقت کردیم.» هیچ چیز دیگری در مورد فرنچایز جدید فاش نشد و فقط توضیح داده شد که بازی لس آنجلس سیاه نخواهد بود. طبق گفته شوروک، «راک استار واقعاً می‌خواست یک بازی بسازد که بتوانید آن را فقط بر روی PS3 انجام دهید.» و اضافه کرد که سونی قرارداد مالکیت معنوی را به عنوان یک عنوان انحصاری تنظیم کرد زیرا می‌خواست «برای صنعت سطح جدیدی را تعریف کند». بن فدر، رئیس وقت تیک-تو اینتراکتیو (شرکت مادر راک‌استار گیمز)، گفت که این بازی «تعریف‌کننده ژانر» و «روشی کاملاً جدید برای تجربه بازی‌های ویدیویی خواهد بود که در گذشته ندیده‌ایم».
در ژوئن ۲۰۰۹، جزئیات پروژه، از جمله نام بازی در ای۳ همان سال در کنفرانس سونی معرفی شد. سم هوسر، یکی از بنیانگذاران راک‌استار گیمز، ایجنت را بازی‌ای توصیف کرد که شرکت مدت‌ها می‌خواست آن را بسازد و قصد ارائه تجربه‌ای منحصربه‌فرد برای بازیکن را داشت. با توجه به اینکه توسعه بازی توسط بنیانگذاران راک‌استار گیمز، سم و دن هوسر نظارت می‌شد، بن فدر (رئیس وقت تیک-تو اینتراکتیو) اظهار داشت که این بازی می‌تواند به همان سطح موفقیت سری اتومبیل‌دزدی بزرگ دست یابد و به «یکی دیگر از عنوان‌های فرنچایز بزرگ راک‌استار گیمز» تبدیل شود. بن فدر در صحبت با وبسایت گیم‌اسپات توضیح داد که تصمیم انحصاری کردن بازی برای کنسول PS3، بخاطر پشتیبانی سونی به جای توسعه بازی برای تمام سکوها بود.
در ۷ سپتامبر ۲۰۰۹، در بخش پرسش و پاسخ وبلاگ راک‌استار گیمز، راک‌استار بیان کرد که ایجنت می‌تواند در اوایل سال ۲۰۱۰ منتشر شود. , در مارس ۲۰۱۰ تیک-تو اینتراکتیو تأیید کرد که ایجنت هنوز در حال توسعه است. در ۹ ژوئن ۲۰۱۰، تیک-تو اینتراکتیو تأیید کرد که ایجنت هنوز به عنوان یک بازی انحصاری کنسول PS3 برنامه‌ریزی شده‌است. در ۲۴ می ۲۰۱۱، پس از تقریباً دو سال از زمان معرفی ایجنت، تیک-تو اینتراکتیو تأیید کرد که این عنوان هنوز در حال توسعه به‌طور فعال است، با اینکه تا آن زمان بازی هرگز توسط عموم دیده نشده بود. با این حال، جک ترتون، مدیرعامل اجرایی وقت سونی در ای۳ سال ۲۰۱۱ گفت که دربارهٔ انحصاری بودن ایجنت برای کنسول پلی‌استیشن ۳ مطمئن نیست و این تصمیمی است که راک‌استار گیمز باید بگیرد.
در ۱۵ اوت ۲۰۱۱، لی دونوگو، هنرمند سابق محیط راک‌استار نورث، که بر روی اتومبیل‌دزدی بزرگ ۴ و ایجنت کار کرده بود، اولین تصاویر بازی را در رزومه آنلاین خود منتشر کرد. عکس‌ها یک شخصیت و محیط‌های داخلی مختلف از بازی را نشان می‌داد. در هر دو تصویر اشاره شد که تصاویر در سال ۲۰۰۹ تهیه شده بود. در ۱ اوت ۲۰۱۲، طی گزارش مالی تیک-تو اینتراکتیو برای سه‌ماهه اول ۲۰۱۳، وقتی که در مورد ایجنت سؤال شد، اشتراوس زلنیک رئیس هیئت مدیره و مدیرعامل اجرایی گفت: «ما چیزی در مورد آن عنوان اعلام نکرده‌ایم».
با معرفی پلی‌استیشن ۴ در ۲۰ فوریه ۲۰۱۳، این انتظار وجود داشت که ایجنت ممکن است به عنوان یک بازی انحصاری پلی استیشن ۴ منتشر شود. با این حال، در زمان عرضه هیچ اشاره ای به این بازی نشد در حالی که نام شرکت راک‌استار نورث برای پشتبانی از کنسول پلی‌استیشن ۴ آورده شده بود. در جلسه رسانه‌ای که پس از کنفرانس رونمایی از پلی استیشن ۴ انجام شد، از شوهی یوشیدا، رئیس استودیوهای جهانی سونی، پرسیده شد که آیا ایجنت هنوز عنوان پلی استیشن ۳ است یا خیر گفت: «از آدم اشتباهی می‌پرسی، من اطلاعاتی دارم، اما در موقعیتی نیستم که بتوانم در مورد آن صحبت کنم.»
در ژوئیه ۲۰۱۳، تیک-تو اینتراکتیو علائم تجاری نام «ایجنت» را تمدید کرد. در دسامبر ۲۰۱۵، چند تصویر که بین سال‌های ۲۰۰۹ و ۲۰۱۰ گرفته شده بود، توسط هنرمند سابق راک‌استار نورث، دارن چارلز هاتون، در روزمه کاری آنلاین خودش منتشر کرد. او گفت که تیم هنری از پروژه ایجنت به پروژه اتومبیل‌دزدی بزرگ ۵ منتقل شدند و افزود که «مطمئن نیست آیا این پروژه هرگز منتشر خواهد شد یا خیر». در ۵ دسامبر ۲۰۱۶، تیک-تو اینتراکتیو دوباره علامت تجاری «ایجنت» را تمدید کرد. در ۲۷ اوت ۲۰۱۷، تصاویری از کانسپت آرت (هنر مفهومی) بازی، از جمله تصاویری که یک محیط برفی کوهستانی و طرح‌های ظاهری شخصیت‌ها را نشان می‌داد به بیرون درز کرد. در ۱۹ نوامبر ۲۰۱۸، اداره ثبت اختراع و نشان تجاری ایالات متحده آمریکا، علامت تجاری «ایجنت» را متروکه اعلام کرد. از اکتبر ۲۰۲۱، وب‌سایت رسمی ایجنت به وب‌سایت رسمی راک‌استار گیمز هدایت می‌شود و بازی دیگر در صفحه فهرست بازی‌های راک‌استار وجود ندارد.